# José González
José Gabriel González er en svensk sanger og sangskriver.

## Biografi
González blev født i Sverige i 1978 af argentinske forældre. I 2003 udgav han sit debutalbum Veneer i Europa. Albummet er siden blevet udgivet i USA (6. september 2005).
Sangen "Crosses" fra albummet Veneer blev brugt i sidste afsnit af anden sæson af den populære amerikanske tv-serie The O.C.. Hans genindspilning af The Knifes "Heartbeats" blev desuden brugt i Sonys tv-reklame for deres BRAVIA-fjernsyn hvor man ser 250.000 farverige hoppebolde komme hoppende ned igennem San Franciscos gader.
Hans varemærke er solo klassik guitar med en blød melodi. Selvom hans arbejde hovedsageligt består af originale værker, har han også lavet covers af numre såsom "Love Will Tear Us Apart" af Joy Division, "Born in the U.S.A." og "The Ghost of Tom Joad" af Bruce Springsteen, og "Teardrop" af Massive Attack.
Foruden at spille solo, er González også medlem af bandet Junip, der endvidere inkluderer Tobias Winterkorn og Elias Araya. Sammen har de udgivet en single-EP, Black Refuge. González desuden samarbejdet med engelske Zero 7 på deres album The Garden hvor han er gæstevokal og instrumentalist på numrene "Futures", "Left Behind", "Today", samt remixversionen af hans eget nummer "Crosses".
González var på turné i USA og Europa i marts/april 2006 hvor han spillede numre fra sit debutalbum og coverversioner af Massive Attacks "Teardrop", Kylie Minogues "Hand on My Heart" og Joy Divisions "Love Will Tear Us Apart".
Han optrådte på Late Night with Conan O'Brien den 29. marts 2006.
Det andet studiealbum "In Our Nature", udkom den 26. september 2007.

## Diskografi

### Albummer
- Veneer (2003) #7 UK, #86 AUS
- In Our Nature (2007)
- Vestiges & Claws (2015)
- Local Valley (2021)

### Singler
- "Heartbeats" (2006) #9 UK, #66 AUS
- "Crosses" (2006) #107 UK
- "Hand On Your Heart" (2006) #29 UK, #88 AUS

### EP'er
- Crosses (UK 2003)
- Remain EP (UK 2003)
- Stay in the Shade EP (UK 2005, US 2006)
- Australian Tour EP (Aus/NZ 2005)